# Lochearnhead
Lochearnhead est un village situé dans le Stirling, en Écosse.